# Cockney

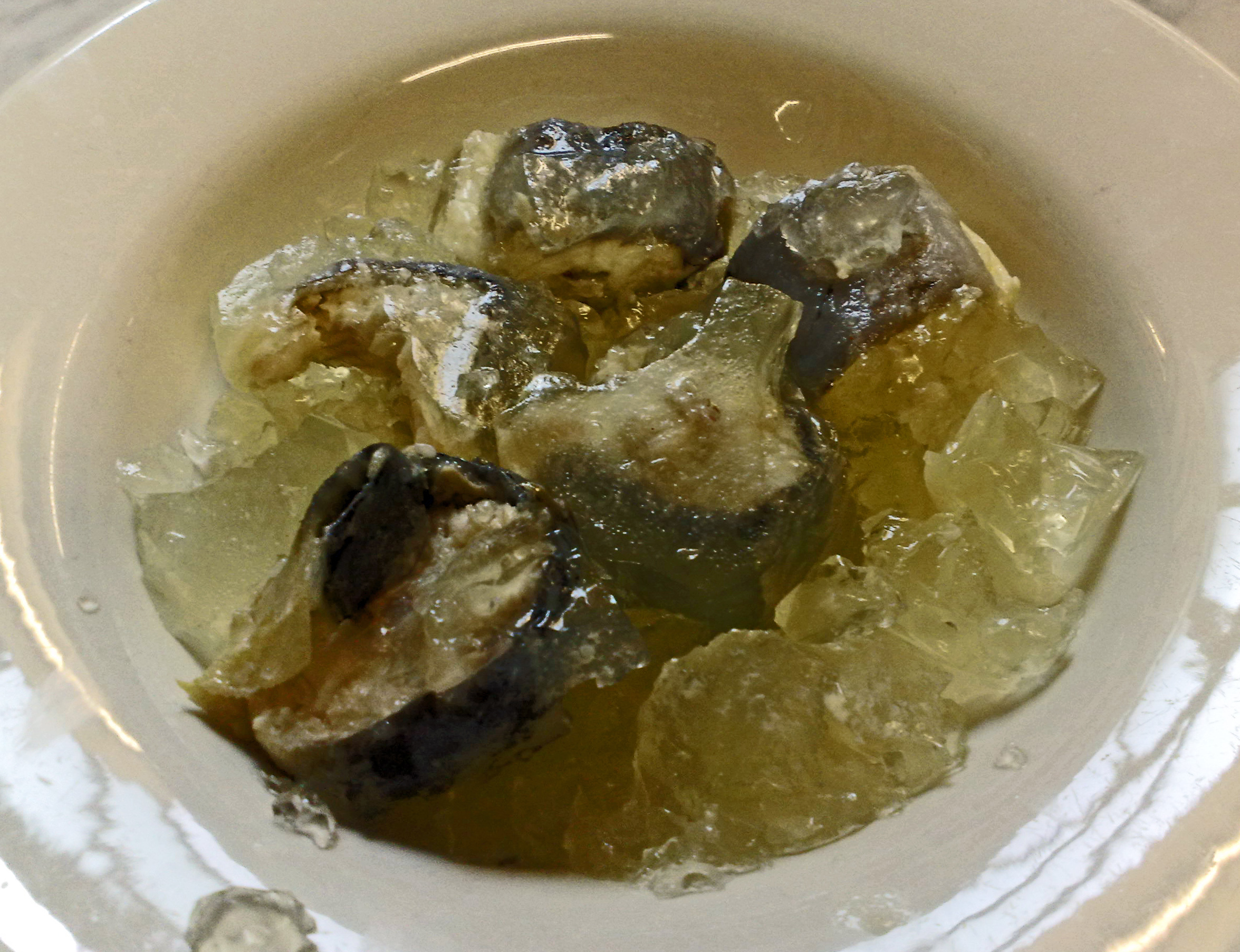
Jellied eels, een typisch cockneygerecht

Een cockney is in de meest algemene betekenis van het woord een inwoner van Londen uit de arbeidersklasse, ten noorden van de Tower Bridge en de Theems. Cockney is ook de variant van het Engels dat door cockneys gesproken wordt.

## Cockney als persoon
Volgens een oude traditie is men alleen een echte cockney als men geboren is binnen gehoorafstand van de Bow Bells, de klokken van St Mary-le-Bow, op Cheapside. Deze omgeving omvat onder meer de City of London, Bethnal Green, Stepney, Shoreditch, Whitechapel, Finsbury en alles van wat nu de Borough of Hackney is.
De kerk van St Mary-le-Bow werd vernietigd in de Grote brand van Londen en opnieuw gebouwd door Christopher Wren. Daarna werden de klokken opnieuw vernietigd in 1941 tijdens de Blitz in de Tweede Wereldoorlog. Voor er in 1961 nieuwe klokken werden opgehangen, was er een periode waarin geen 'echte' cockneys geboren konden worden.

## Etymologie
De term cockney in deze betekenis is bekend sinds 1600, toen Samuel Rowlands in zijn satire The Letting of Humours Blood in the Head-Vaine, verwees naar een 'Bow-bell Cockney'.
John Minsheu (ook wel geschreven als Minshew) was de eerste lexicograaf die het woord op deze manier omschreef, in zijn boek Ductor in Linguas uit 1617. De etymologieën die Minsheu opgaf, namelijk dat het woord afkomstig is van 'cock' en 'neigh', of van het Latijn incoctus: rauw, zijn slechts gissingen. In de Oxford English Dictionary werd later opgenomen dat de term afkomstig was van cock en egg, wat oorspronkelijk een misvormd ei betekende (1362), later een persoon die zich niet bewust is van de landelijke gebruiken (1521) en uiteindelijk ook de hierboven genoemde betekenissen.

## Cockneydialect
Het Cockney wordt gekenmerkt door een opmerkelijk accent en dialect, en door het eigenaardige Cockney rhyming slang. Het vertoont verder veel overeenkomsten met het Estuary English.
Enige eigenschappen van het Cockney zijn:
- Het weglaten van de 'h' aan het begin van woorden en lettergrepen: "be'ave yourself" in plaats van "behave yourself",
- Het vervangen van de stemloze 'th' door een 'f': "e's from Norf-London" in plaats van "he is from North-London"
- Het vervangen van de stemhebbende 'th' door een 'd' aan het begin van woorden: "de funda" in plaats van "the thunder"
- Het vervangen van de stemhebbende 'th' door een 'v' elders: "don't bova" in plaats van "don't bother"
- Het weglaten van de 'g' aan het eind van woorden: "listen ere, darlin" in plaats van "listen here darling"
- Het niet uitspreken van de 't' in het midden van woord als deze onbelangrijk wordt geacht. Deze 't' wordt dan vervangen door een glottisslag: "e lives in Ga'wick" in plaats van "he lives in Gatwick".

## Drama en fictie met betrekking tot het Cockney
Personen die Cockney spreken komen vaak in literaire werken voor:
- Eliza Doolittle in George Bernard Shaws Pygmalion (zie ook My Fair Lady)
- William Somerset Maughams roman Liza of Lambeth
- Me and My Girl (musical)
- In de Engelse vertaling van het Kuifje-verhaal Het gebroken oor spreekt de Arumbaya-stam een indianentaal die berust op een nauwkeurige fonetische transcriptie van het Cockney, door de vertalers Leslie Lonsdale-Cooper en Michael Turner gebruikt in plaats van het Brusselse dialect Marols/Marollien waarvan Hergé zich bediende in de oorspronkelijke Franse versie, bijvoorbeeld Owar ya? Ts goota meecha mai 'tee voor How are you? It's good to meet you, matey. Ook de blanke ontdekkingsreiziger Ridgewell spreekt dit mengelmoesje.